# Amorphostigma armstrongi
Amorphostigma armstrongi – gatunek ważki z rodziny łątkowatych (Coenagrionidae). Endemit Samoa; występuje na wyspach Savaiʻi i Upolu, prawdopodobnie także na sąsiedniej wyspie Tutuila (Samoa Amerykańskie).